# 约纳斯·许策贝格
约纳斯·许策贝格（德語：Jonas Schützeberg，1984年6月13日—），德国男子赛艇运动员。他曾代表德国参加世界赛艇锦标赛，获得一枚金牌和三枚银牌，均来自轻量级项目。